# Claude-Constant-Marie Flusin
Claude-Constant-Marie Flusin (Fougerolles, Alto Saona 29 de agosto de 1911-Champagnole, Franco Condado, 9 de febrero de 1979) fue un obispo católico francés. Fue obispo de Saint-Claude (1948-1975).

## Biografía
Claude-Constant-Marie nació en la localidad de Fougerolles (Alto Saona) en 1911. Fue ordenado sacerdote el 12 de julio de 1937 en Besanzón (Doubs), y nombrado obispo de Saint-Claude el 31 de agosto de 1948, en sustitución de Irénée-Rambert Faure, fallecido en el cargo dos meses antes. Fue consagrado el 28 de octubre de 1948, en la Catedral de San Juan de Besançon, por Maurice-Louis Dubourg, Arzobispo de Besançon. 
Participó en el Concilio Vaticano II, que tuvo lugar del 11 de octubre de 1962 al 8 de diciembre de 1965. Dimitió el 10 de junio de 1975 y se retiró a la residencia de ancianos de Vannoz (Jura), donde falleció el 9 de febrero de 1979.